# European League of Football
European League of Football (ELF) este o ligă profesionistă de fotbal american. Liga (începând cu sezonul 2022) este formată din 12 echipe situate în Germania, Polonia, Spania, Austria și Turcia, cu planuri de extindere la cel puțin 20 de echipe în anii următori.  Noua ligă a fost creată oficial în noiembrie 2020 și a început pe 19 iunie 2021.